# Vznešení Mistři
Vznešení Mistři (také Tajemní Mistři) jsou v mnoha nových náboženských hnutích vycházejících z teosofie chápáni jako duchovní, osvícené bytosti. V minulosti byli obyčejnými lidmi, ale později podstoupili proces duchovní přeměny. Termín „Vznešení Mistři“ (Ascended master) byl poprvé užit roku 1934 v knize Guye Ballarda Odhalená mystika, která se týká Hnutí Já jsem.